# Quercus alienoserratoides
Quercus alienoserratoides är en bokväxtart som beskrevs av Tchang Bok Lee. Quercus alienoserratoides ingår i släktet ekar, och familjen bokväxter. Inga underarter finns listade.